# Harry Potter and the Half-Blood Prince (filme)
Harry Potter and the Half-Blood Prince (no Brasil, Harry Potter e o Enigma do Príncipe; em Portugal, Harry Potter e o Príncipe Misterioso) é um filme britânico-americano de fantasia de 2009, dirigido por David Yates, baseado no livro homônimo de J. K. Rowling. É o sexto filme da franquia, escrito por Steve Kloves, produzido por David Heyman e David Barron, sendo distribuído pela Warner Bros. Pictures. O filme segue o sexto ano de Harry Potter em Hogwarts e em como ele descobre um antigo livro escolar pertencido alguém que se intitula "O Príncipe Mestiço", ao mesmo tempo em que tenta recuperar uma lembrança que é a chave para derrotar Lorde Voldemort. O elenco principal é formado por Daniel Radcliffe, como Harry Potter, e Rupert Grint e Emma Watson, como os melhores amigos de Harry, Rony Weasley e Hermione Granger. O filme é uma sequência de Harry Potter e a Ordem da Fênix e é seguido por Harry Potter e as Relíquias da Morte - Parte 1.
As filmagens começaram em 24 de setembro de 2007, terminado com o lançamento mundial do filme, em 15 de julho de 2009, um dia antes do aniversário de quatro anos do livro no qual é baseado. Ao redor do mundo, com exceção da América Anglo-Saxônica, o sexto filme foi lançado simultaneamente em 2D e em IMAX 3D. Nos Estados Unidos e Canadá, o lançamento em 3D só ocorreu em 29 de julho, duas semanas após a sua estreia.
Harry Potter and the Half-Blood Prince foi bem recebido pela crítica especializada. Tornou-se um sucesso de bilheteria, obtendo o recorde de maior faturamento em um único dia, quebrando o recorde de maior estreia de todos os tempos ao acumular US$ 394 milhões em apenas cinco dias. Com uma receita total de IS$ 934 milhões, conquistou a segunda maior bilheteria de 2009, ficando atrás apenas de Avatar, sendo o oitavo filme de maior arrecadação na época. Atualmente, permanece entre as 42 maiores bilheterias do cinema. Recebeu diversas indicações, vencendo em muitas premiações, incluindo uma nomeação ao Oscar de Melhor Fotografia e outras duas nomeações no BAFTA de Melhor direção de Arte e Efeitos Especiais. Half-Blood Prince permanece como uma das mais altas aprovações críticas dentro da série, com uma pontuação de 83% no Rotten Tomatoes e de 78% no Metacritic. Muitos críticos elogiaram a história, direção, fotografia, efeitos especiais e trilha sonora.

## Enredo
Alguns dias após o confronto com Voldemort e os Comensais da Morte no Ministério da Magia, Harry Potter é levado por Alvo Dumbledore até o povoado de Buddleigh Baberton, onde conhece Horácio Slughorn, o antecessor de Severo Snape ao cargo de professor de Poções na Escola de Magia e Bruxaria de Hogwarts. Cansado de fugir dos Comensais que querem forçá-lo a juntar-se a eles, Slughorn aceita retornar à Hogwarts. Dumbledore confidencia a Harry que ele deverá ficar próximo do professor e depois o envia para à Toca, lar da família Weasley, onde Harry reencontra seus amigos Rony Weasley, Hermione Granger e Gina Weasley, por quem passa a se sentir atraído.
Paralelamente, na Rua da Fiação, Snape recebe a visita de Belatriz Lestrange e sua irmã, Narcisa Malfoy, a quem Snape faz um Voto Perpétuo de que irá proteger o filho dela, Draco, que recebeu uma perigosa missão.
No dia seguinte, Harry e seus amigos visitam o Beco Diagonal, que está praticamente abandonado após sucessivos ataques dos Comensais da Morte, e veem Malfoy, a quem seguem até uma loja antiga. Lá, eles presenciam uma reunião entre eles e alguns Comensais, incluindo o lobisomem Fenrir Greyback, e ficam convencidos de que Draco foi efetivado.
No Expresso de Hogwarts, Harry tenta espionar Malfoy usando a Capa da Invisibilidade, mas é descoberto e petrificado pelo menino, que o deixa no vagão para retornar à Londres contra sua vontade. Porém, Harry é salvo por Luna Lovegood e, a pedido de Dumbledore, começa a assistir as aulas de Poções do professor Slughorn, enquanto Snape é promovido ao cargo de professor de Defesa Contra as Artes das Trevas.
Como não possui o material necessário para a aula, Harry começa a usar um livro antigo que um dia foi propriedade de alguém conhecido como o "Príncipe Mestiço". Graças a uma série de encantos e dicas escritas à mão, Harry torna-se o melhor aluno da classe e ganha do professor Slughorn um frasco de Felix Felicis, a Poção da Sorte.
Harry torna-se capitão do time de Quadribol da casa de Grifinória e começa um relacionamento com Gina. Paralelamente, Rony, que entrou como goleiro para o time, começa a namorar a grudenta Lavender Brown, após ser enfeitiçado com a "poção do amor", o que deixa Hermione com ciúmes. Porém, o relacionamento não dura.
Dumbledore eventualmente conta a Harry o motivo pelo qual ele precisa que Harry fique próximo de Slughorn: muitos anos antes, Slughorn foi o professor predileto de Tom Riddle, o jovem que viria a tornar-se Lorde Voldemort. Dumbledore descobriu que Slughorn acidentalmente contou a Riddle sobre um poderoso feitiço que permitiria a Riddle tornar-se imortal. Dumbledore coletou esta memória na Penseira, mas descobriu que Slughorn a adulterou por vergonha. Ele precisa da verdadeira memória para descobrir o nome do feitiço. Usando a Felix Felicis, Harry convence Slughorn a entregar-lhe a verdadeira memória e o feitiço: a maldição das Horcruxes.
Harry descobre que Horcruxes são objetos nos quais um indivíduo pode depositar parte de sua alma para continuar vivo caso seu corpo seja destruído. Isso é alcançado através do assassinato de uma pessoa. Voldemort, obcecado pelo imortalidade, dividiu sua alma em sete pedaços, criando seis Horcruxes: O diário de Tom Riddle; O anel de sua mãe, O medalhão de Salazar Slytherin; a taça de Helga Hufflepuff; O diadema de Rowena Ravenclaw e a serpente Nagini. Duas já foram destruídas (o diário e o anel), e uma terceira foi localizada por Dumbledore: o medalhão.
Harry e Dumbledore viajam para uma caverna, onde recuperam a Horcrux, que estava sob a proteção de um poderoso encantamento em um rocha cercada por seres sobrenaturais conhecidos como os Inferi. Ao retornarem à Hogwarts, eles descobrem que Draco usou um Armário Sumidouro esquecido na Sala Precisa, cujo par está localizado na Travessa do Tranco, para abrir as portas do castelo aos Comensais da Morte.
Draco revela que sua missão é matar Dumbledore, mas não consegue ir até o fim. Snape cumpre o Voto Perpétuo matando Dumbledore. Harry, furioso, tenta vingar a morte de seu mentor, mas é derrotado por Snape, que parte junto com o resto dos Comensais da Morte, mas não sem antes revelar que ele é o Príncipe Mestiço.
Um funeral é feito para Dumbledore e os alunos são enviados de volta a suas casas. Harry decide que não irá retornar no ano seguinte e, ao invés disso, irá caçar e destruir as Horcruxes restantes. Rony e Hermione decidem acompanhá-lo. Harry é surpreendido ao descobrir, dentro do medalhão, um recado de um certo R.A.B., avisando que ele roubou o verdadeiro medalhão e iria destruí-lo, o que significa que ainda restam quatro Horcruxes, e não três.

## Elenco
Ver também: Elenco nos filmes de Harry Potter
- Daniel Radcliffe como Harry Potter.
- Rupert Grint como Ronald "Rony" Weasley, melhor amigo de Harry.
- Emma Watson como Hermione Granger, melhor amiga de Harry.
- Helena Bonham Carter como Belatriz Lestrange, uma Comensal da Morte e braço direito de Voldemort.
- Jim Broadbent como Horácio Slughorn, o novo mestre de Poções.
- Robbie Coltrane como Rúbeo Hagrid, o amigo meio gigante de Harry e guarda-caça em Hogwarts.
- Michael Gambon como Alvo Dumbledore, o diretor de Hogwarts.
- Alan Rickman como Severo Snape, o novo professor de Defesa Contra as Artes das Trevas e chefe da Sonserina em Hogwarts.
- Maggie Smith como Minerva McGonagall, a professora de Transfiguração, chefe da Grifinória e vice-diretora de Hogwarts.
- Timothy Spall como Pedro Pettigrew, um Comensal da Morte trabalhando como servo na casa de Snape
- David Thewlis como Remo Lupin, um lobisomem e membro da Ordem da Fênix.
- Julie Walters como Molly Weasley, a matriarca da família Weasley.
- Warwick Davis como Filio Flitwick, o perofessor de Feitiços e chefe da Corvinal em Hogwarts.
- Tom Felton como Draco Malfoy, um Comensal da Morte buscando realizar uma tarefa secreta para Voldemort.
- Gemma Jones como Madame Pomfrey, a curandeira-chefe da ala hospitalar de Hogwarts.
- Evanna Lynch como Luna Lovegood, uma excêntrica aluna da Corvinal.
- Helen McCrory como Narcisa Malfoy, mãe de Draco e irmã de Belatriz.
- Bonnie Wright como Gina Weasley, irmã de Rony e interesse amoroso de Harry

David Bradley, Mark Williams, Natalia Tena, James Phelps e Oliver Phelps reprisam os papéis dos filmes anteriores como Argo Filch, Arthur Weasley, Ninfadora Tonks, Fred e Jorge Weasley respectivamente. Jessie Cave interpreta Lilá Brown, a namorada de Rony, enquanto Freddie Stroma interpreta o rival de Rony, Córmaco McLaggen. Afshan Azad, Shefali Chowdhury, Alfie Enoch, Joshua Herdman, Matthew Lewis, Katie Leung, Devon Murray, Jamie Waylett retornam aos papéis dos estudantes Padma Patil, Parvati Patil, Dino Thomas, Gregório Goyle, Neville Longbottom, Cho Chang, Simas Finnigan e Vicente Crabbe respectivamente, enquanto Scarlett Byrne e Georgina Leonidas interpretam Pansy Parkinson e Cátia Bell. Dave Legeno aparece como Fenrir Greyback. Heron Fiennes-Tiffin e Frank Dillane interpretam as versões jovens de Tom Riddle/Voldemort.

## Dublagem brasileira
- Estúdio de dublagem: Delart[7]

## Precedentes
De acordo com o diretor David Yates, o Enigma do Príncipe tem seu lado obscuro, mas eles estão dando ênfase ao lado amoroso dos personagens. Em relação a isso, Rupert Grint (o Rony) comentou que, "cada filme tem um novo tipo de atmosfera, e a desse é muito legal, estou realmente ansioso".
O produtor David Heyman falou que esse filme é o 'mais quente' da série até agora, declarando que, "é muito mais comédia e o medo de se relacionar. E o romance vai além de Harry, Rony e Hermione. É sobre os personagens crescendo enquanto começam a perceber a importância que um tem na vida do outro".
O filme estava agendado para ser lançado no dia 21 de novembro de 2008, mas foi transferido para o ano seguinte o que deixou os fãs da série frustrados. Segundo a imprensa Hollywoodana a razão pela qual a data foi trocada seria que os estúdios da Warner Bros já tinham alcançado sua meta daquele ano com o filme The Dark Knight que faturou um total de bilheteria de 533.090.262 milhões de dólares só nos Estados Unidos (muito mais do que eles imaginavam), e o estúdio concluiu que não precisva de "mais um Harry Potter" no final do ano para manter a média do estúdio. Então a data de estréia do filme foi transferida para 15 de julho de 2009.

## Feitiços usados
| Feitiço                 | Efeito                                                                                                  | Visto/Mencionado | Nota                                                                        |
| ----------------------- | --- | --- | --------------------------------------------------------------------------- |
| Petrificus Totalus      | Congela, petrifica a pessoa atingida.                                                                   | Por Draco Malfoy, em Harry no trem para Hogwarts. | Não pode ser usado sem a varinha.                                           |
| Sectumsempra            | É um feitiço criado pelo "Príncipe Mestiço" (Severo Snape) que faz um corte profundo no corpo da vítima | Por Harry, para atingir Draco no duelo do banheiro | Não pode ser usado sem a varinha.                                           |
| Vulnera Sanetur         | É o contrafeitiço do "Sectumsempra", ele repõe o sangue da pessoa e cura o machucado                    | Por Snape, ele curou Draco depois de Potter e Malfoy terem duelado no banheiro                                                                            | O Feitiço deve ser recitado 3 vezes, O Inventor dele foi o Princípe Mestiço |
| Confundus               | Confunde a pessoa atingida.                                                                             | Por Hermione, ela usou este feitiço em Córmaco McLaggen para ele possa a tomar gols e Rony ganhar.                                                        | Ele pode ser usado sem a varinha.                                           |
| Oppugno                 | Faz um animal atacar alguém.                                                                            | Por Hermione, ela usou este feitiço para fazer os passarinhos atacarem Rony.                                                                              | Ele pode ser usado sem a varinha.                                           |
| Episkey                 | Utilizado para curar ou reparar machucados.                                                             | Por Luna Lovegood, ela usou em Harry, logo após Draco ter agredido o mesmo.                                                                               | Não pode ser usado sem varinha.                                             |
| Avada Kedavra           | Utilizado para matar a vítima.                                                                          | Por Snape, em Dumbledore. | Não pode ser usado sem varinha.                                             |
| Aguamenti               | Utilizado para fazer aparecer àgua.                                                                     | Por Harry, para dar àgua a Dumbledore. | Não pode ser usado sem varinha.                                             |
| Harmonia Nectere Passus | Utilizado para enviar, encontrar, procurar objetos, mensagens e pessoas.                                | Por Draco Malfoy para enviar um passarinho vivo dentro do armário sumidouro a Fenrir Greyback na Borgin & Burkes. Severus Snape usa para encontrar Harry. | Pode ser usado sem varinha.                                                 |
| Crucio                  | Utilizado para torturar a vítima.                                                                       | Por Draco quando ele tenta atacar Harry no banheiro feminino.                                                                                             | Não pode ser usado sem varinha.                                             |
| Expelliarmus            | Desarma o oponente.                                                                                     | Por Draco, em Dumbledore. | Não pode ser usado sem varinha.                                             |
| Estupefaça              | Arremesa o adversário (muitas vezes desmaiado).                                                         | Por Harry Potter em Fenrir Greyback. | Não pode ser usado sem varinha.                                             |
| Imperio                 | Controla as ações do oponente.                                                                          | Por Draco Malfoy em Madame Rosmerta para que ela envenenasse um garrafa de Hidromel de Horácio Slughorn e enfeitiçar Cátia Bell.                          | Não pode ser usado sem varinha.                                             |
| Lumus                   | Irradia luz.                                                                                            | Por Harry Potter para iluminar o lago para dar água à Dumbledore.                                                                                         | Não pode ser usado sem varinha.                                             |

## Slogans

### Reino Unido
- "Once again, I must ask too much of you, Harry"
- "Dark secrets will be revealed..."

### Brasil
- "Outra vez, vou exigir demais de você, Harry"
- "Segredos sombrios serão revelados..."

### Portugal
- "Mais uma vez irei exigir-te muito, Harry"
- "Segredos negros vão revelar-se"

### Espanha
- "Otra vez voy que cobran mucho de ti, Harry"
- "Oscuros secretos son revelados"

### México
- "Una vez más tengo que cobran demasiado de ti, Harry"
- "Secretos de la oscuridad von se revelar"

## Diferenças do livro
Como em toda e qualquer adaptação de um livro para um filme, há modificação, adição e corte de material em relação ao livro de origem, e isso também se aplica ao roteiro original.
- O livro abre com os Ministros da Magia, Cornelius Fudge e Rufus Scrimgeour conversando com o Primeiro-ministro do Reino Unido ao longo dos anos, seguido de Narcisa e Belatriz chegando à casa de Snape, e Harry e Dumbledore visitando Slughorn. O filme abre com os Comensais da Morte atacando os Muggles e sequestrando o Sr. Ollivander, seguido das cenas de Harry, e por fim as cenas de Snape.
- No livro, Dumbledore visita Harry na casa dos Dursley, enquanto no filme, ambos se encontram no metrô. Esta é a 2ª vez que Harry não estava na casa dos Dursleys.
- A personagem Sybill Trelawney foi cortada do filme, pois sua intérprete, Emma Thompson, preferiu atuar em Nanny McPhee and the Big Bang ao invés de continuar com Harry Potter.
- Fleur Delacour, Bill Weasley, Kreacher e Dobby não aparecem no filme.
- Dumbledore mostra a Harry cinco memórias ligadas a Voldemort, mas apenas duas (Dumbledore conhecendo Riddle e Riddle perguntando a Slughorn sobre as Horcruxes) estão no filme.
- Harry recebe os resultados dos N.O.M.s na Toca. No filme, só são citados em um breve diálogo entre Harry e Minerva.
- Harry invade o vagão de Malfoy apenas com sua capa, e é ajudado por Nymphadora Tonks. No filme, Harry invade com o Pó Escurecedor dos gêmeos Weasley, e é ajudado por Luna Lovegood.
- Apenas um jogo de Quidditch aparece no filme.
- Informações sobre os Inferi e Greyback não são reveladas no filme.
- As aulas de Aparatação e de Feitiços Não-Verbais não acontecem no filme, bem como as aulas de Defesa contra as Artes das Trevas com Snape.
- Na cena em que Harry usa o feitiço Sectumsempra contra Draco, Snape pede para que Harry traga cada um de seus livros escolares (incluindo o de Poções), levando-o a esconder o exemplar do Príncipe Mestiço na Sala Precisa e a levar o exemplar de Ron como se fosse o seu. No filme, Snape não diz nada, e Ginny esconde o livro ao visitar a sala com Harry.
- A Murta-Que-Geme e sua proximidade com Draco Malfoy são cortados - a fantasma inclusive aparece na cena em que Harry e Draco duelam.
- A primeira reunião do Clube do Slugue no livro já acontece no Expresso de Hogwarts.
- Harry, Ron e Hermione são os únicos alunos da Gryffindor na aula de Poções. No filme, a maioria da turma que entrou com Harry está na aula (e há também Katie Bell e Romilda Vane, sendo que a primeira é mais velha e a segunda mais nova). Crabbe e Goyle aparecem na aula no filme, sendo que no livro a nota de ambos foi insuficiente para continuar na matéria.
- O ataque dos Comensais à Toca pertence apenas ao filme.
- Harry e Dumbledore vão até Hogsmeade para aparatar no livro, enquanto Dumbledore consegue fazê-lo já em Hogwarts no filme.
- No livro, quando Dumbledore vê que Draco e os Comensais estão se aproximando da torre, paralisa Harry e cobre-o com sua Capa da Invisibilidade (o feitiço se quebra quando ele morre). No filme, Harry apenas se esconde a pedido de Dumbledore.
- A cena em que Dumbledore e Snape conversam antes de Dumbledore ir para a caverna do medalhão com Harry, foi criada e adiantada para o filme, mas é mencionada apenas no sétimo livro, como lembrança de Snape.
- Para manter apenas a batalha do último livro, a luta entre alunos e funcionários de Hogwarts contra os Comensais da Morte não foi adaptada.
- O enterro de Dumbledore não acontece no filme.

## DVD
No Brasil, o DVD foi lançado oficialmente no dia 19 de novembro de 2009, apesar de terem pessoas que adquiriram no dia 18 de novembro, pois já tinham feito sua reserva na Pré-Venda. Já em Portugal, o DVD foi lançado oficialmente dia 16 de Novembro de 2009. Esse foi o primeiro filme da série que imediatamente foi lançado no formato de tela Widescreen, também foi lançado em Blu-ray.

### Edição especial

#### Disco 1
- Seleção de Cenas.
- Idiomas.

#### Disco 2
- Um Olhar Íntimo Sob o Elenco de Harry Potter.
- J.K. Rowling: Um Ano Dentro da História.
- Conte Tudo em Um Minuto.
- Responda Rápido.
- O Mundo de Magia de Harry Potter - Em Primeira Mão.
- Cenas Adicionais (6:48).
- Idiomas.

### Edição definitiva
Esse filme ganhou uma nova versão em DVD e Blu-ray intitulada Edição Definitiva, que contêm mais uma parte do documentário exclusivo intitulado Criando o Mundo de Harry Potter - Parte 6: Efeitos Especiais, esse DVD foi lançado no Brasil no dia 7 de julho de 2011.

## Recepção

### Bilheteria
Em sua primeira semana, o filme quebrou o recorde de estreia mundial de primeira maior bilheteria em uma quarta-feira. Harry Potter e o Enigma do Príncipe arrecadou US$ 400.000.000 em cinco dias. Em sete semanas em cartaz no mundo, o filme alcançou a marca de US$ 934 milhões, sendo US$ 35.939 milhões no Brasil (público de 4,5 milhões).

### Prêmios e nomeações
Após o lançamento do filme, o longa concorreu a diversos prêmios pelo mundo, a qual venceu categorias importantes:
- Scream Awards: Venceu na categoria de "Melhor cena do Ano" e "Melhor Figurino" além de ser indicado nas categorias de "Melhores Efeitos Especiais", "Melhor Sequência", "Ultimate Scream", "Melhor Ator: Daniel Radcliffe", "Melhor Atriz: Emma Watson", "Melhor Ator Coadjuvante: Rupert Grint" e "Melhor Atriz Coadjuvante: Evanna Lynch"
- Teen Choice Awards: Venceu na categoria de "Melhor filme de aventura do verão"
- Golden Flip: Venceu na categoria de "Filme do Ano"
- Grammy Awards: Indicado em "Melhor Trilha Sonora"
- BAFTA Awards: Indicado nas categorias de "Melhor Direção de Arte" e "Melhores Efeitos Especiais"
- Oscar: Indicado em "Melhor Fotografia"
- MTV Movie Awards: Venceu na categoria de "Melhor Vilão" - Tom Felton como Draco Malfoy
- National Movie Awards: Venceu na categoria de "Melhor Filme Familiar". Além deste, a série foi agraciada com o prêmio "Reconhecimento Especial" pelo seu sucesso nos cinemas.
- Saturn Awards: Indicado em "Melhor Filme de Fantasia", "Melhor Figurino", "Melhor Direção de Arte" e "Melhores Efeitos Especiais".